# Anopsicus speophilus
Anopsicus speophilus là một loài nhện trong họ Pholcidae. Loài này được phát hiện ở México và Guatemala.